# Alphonse Giroux
Pour les articles homonymes, voir Giroux.
François-Simon-Alphonse Giroux, né le 6 avril 1776 à Paris et mort dans la même ville le 24 avril 1848, est un peintre, tabletier et ébéniste français.

## Biographie

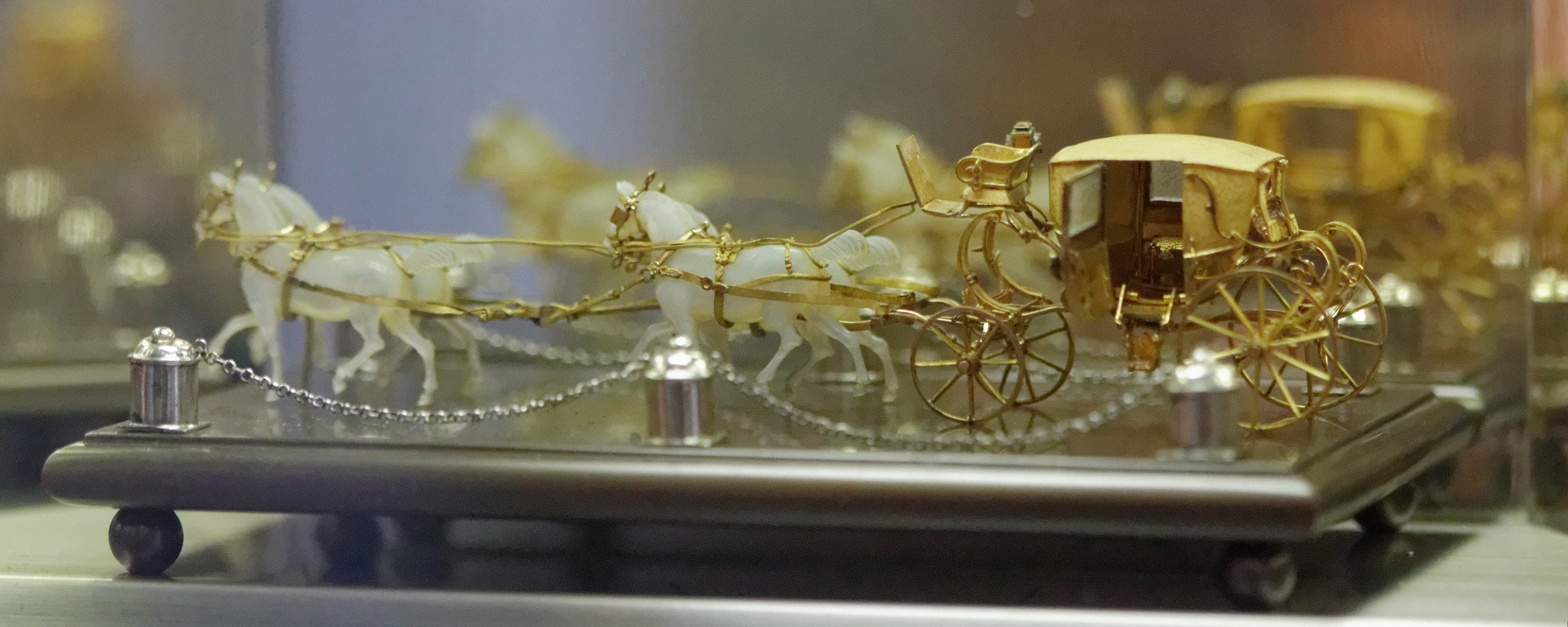
Carrosse d'or des enfants de France d'Alphonse Giroux, offert par Louis XVIII aux enfants du duc d'Orléans. Paris, musée Carnavalet.

Alphonse Giroux s'orienta d'abord vers la carrière de peintre sous la direction de Jacques-Louis David, mais il délaissa ses pinceaux pour une activité de marchand de tableaux et de meubles et d'objets d'art. De 1799 à 1848, il exerce son activité au no 7 rue du Coq-Saint-Honoré à Paris.
Sous l'enseigne A. GIROUX à PARIS, son magasin devient un célèbre magasin de tabletterie et d'ébénisterie dont l'activité rayonne du consulat à la fin du second empire, avec le père puis le fils. L'atelier d'ébénisterie commença en 1799, le père mourut en 1848 et ses deux fils lui succédèrent dans la direction des ateliers et du magasin. Leur spécialité était la fabrication de petit mobilier très haut de gamme pour la bourgeoisie et la noblesse. C'est chez Giroux que Charles X et Louis XVIII choisirent les étrennes des jeunes princes : la princesse Louise et le duc de Bordeaux. 
Alphonse Giroux remporta de nombreux prix nationaux et internationaux, dont une médaille d'argent à l'Exposition de 1834, pour des maroquineries dues en réalité à Joseph Thouvenin comme la serviette de Maître Museur et devint dans la seconde moitié du XIXe siècle, une vraie référence pour les boites, coffrets divers et variés et petits meubles d'agrément ou d'écriture.
Un de ses fils, Alphonse-Gustave, poursuivit son activité. Un autre, André Giroux, reprit les pinceaux délaissés par son père.
Le 22 juin 1839, Louis Daguerre et Isidore Niépce signèrent un contrat avec Alphonse Giroux et la Société Susse frères, leur accordant l'exclusivité de la fabrication et de la vente de la chambre daguerréotype. En décembre 1839, François Fauvel-Gouraud partit en tournée aux États-Unis avec un appareil Giroux et fit découvrir le procédé aux new-yorkais puis aux bostoniens.
Alphonse Giroux est enterré au cimetière du Père-Lachaise (26e division).